# Liste der Museen im Landkreis Augsburg
Die Liste der Museen im Landkreis Augsburg gibt einen Überblick über aktuelle und ehemalige Museen im Landkreis Augsburg in Bayern.

## Aktuelle Museen
| Gemeinde         | Name                                       | Kurzbeschreibung | gegründet/ eröffnet | Träger                                                           | Standort                                    | Bild           | Link |
| ---------------- | ------------------------------------------ | --- | ------------------- | ---------------------------------------------------------------- | ------------------------------------------- | -------------- | ---- |
| Diedorf          | Internationales Maskenmuseum               | Die Sammlung umfasst rund 9000 alte, authentisch getragene Masken aus allen Weltkulturen. |                     | Privat                                                           | Haus der Kulturen                           | weitere Bilder |      |
| Dinkelscherben   | Heimatmuseum Reischenau                    | Das Museum zeigt heimatkundliche und kulturgeschichtliche Exponate aus dem Gebiet der Reischenau. In der Scherer-Galerie sind in wechselnden Ausstellungen Werke aus dem Nachlass der Malerbrüder Scherer zu sehen. | 1978                | Verein für Geschichte, Kultur- und Heimatpflege Reischenau e. V. | Zehentstadel                                |                |      |
| Gablingen        | Archäologisches Heimatmuseum               | Das Museum zeigt archäologische Funde aus der Region, darunter Grabbeigaben der jüngeren Steinzeit aus Silber und Gold, sowie Modelle historischer Burgen und ziviler Siedlungen. | März 1999           |                                                                  | Nordflügel der Grundschule                  |                |      |
| Gersthofen       | Ballonmuseum Gersthofen                    | Das Museum informiert über die Anfänge des Ballonfahrens in Deutschland, Funktionsprinzip und Technik der Heißluft- und Gasballone sowie deren Anwendung in der Wissenschaft, im Militär und Ballonsport. Im ehemaligen Wasserturm ist die Aeronautiksammlung des Museumsgründers zu sehen.                                          | Dez. 1985           | Stadt Gersthofen                                                 | !548.4257145510.8757495 48.425714 10.875749 | weitere Bilder |      |
| Gessertshausen   | Bauernmuseum Staudenhaus                   | Das letzte strohgedeckte Staudenhaus wurde vom ursprünglichen Standort in Döpshofen nach Oberschönenfeld versetzt. Die Ausstattung veranschaulicht die Lebenswelt der Bewohner eines Söldneranwesens in der Staudenlandschaft. | 1980                | Heimatverein für den Landkreis Augsburg e. V.                    | Oberschönenfeld                             |                |      |
| Gessertshausen   | Museum Oberschönenfeld                     | In den ehemaligen Ökonomiegebäuden des Klosters ist eine volkskundliche Sammlung zur regionalen Alltagskultur der ländlichen Bevölkerung von etwa 1800 bis in die Gegenwart zu sehen. Bei themenbezogenen Sonderausstellungen in der Schwäbischen Galerie werden Arbeiten aus der über 1000 Werke umfassenden Kunstsammlung gezeigt. | 1984                | Bezirk Schwaben                                                  | Oberschönenfeld                             | weitere Bilder |      |
| Königsbrunn      | Archäologisches Museum                     | In einem chronologischen Rundgang werden Grabungsfunde aus dem südlichen Landkreis Augsburg sowie rekonstruierte Gewänder, Schmuck und Ausrüstung gezeigt. Modelle, Grabungspläne und Fotos ergänzen die Ausstellung. | 1993                | Stadt Königsbrunn                                                | Kellergeschoss des Rathauses                | weitere Bilder |      |
| Königsbrunn      | Gregor-Kruk-Galerie                        | Im Rathausfoyer sind Werke des ukrainischen Bildhauers Gregor Kruk ausgestellt, die der Künstler der Stadt als Schenkung überlassen hat. | 2011                | Stadt Königsbrunn                                                | Rathausfoyer                                |                |      |
| Königsbrunn      | Lechfeldmuseum                             | Das Museum zeigt in verschiedenen Themenräumen mehr als 4500 Exponate zur Königsbrunner Geschichte. Die Heimatvertriebenenstube erinnert an Vertriebene und Flüchtlinge aus dem Sudetenland, Egerland und Siebenbürgen. | 1967                | Stadt Königsbrunn                                                | Untergeschoss der Mittelschule              |                |      |
| Königsbrunn      | Mercateum                                  | Der begehbare Globus mit einer aufgedruckten Weltkarte von 1529 erinnert an die über 500-jährigen deutsch-indischen Handelsbeziehungen. Die Ausstellung im Innern dokumentiert den globalen Warenhandel Augsburger und Nürnberger Handelshäuser seit dem frühen 16. Jahrhundert.                                                     | 10. Okt. 2005       | Mercator-Forschungsgruppe e. V.                                  | !548.2707085510.8855455 48.270708 10.885545 | weitere Bilder |      |
| Königsbrunn      | Mithraeum                                  | Die Tuffsteinfundamente des einzigen noch erhaltenen Mithras-Heiligtums in der ehemaligen römischen Provinz Raetien wurden 1998 freigelegt und mit einem Schutzbau versehen. | 25. Okt. 2002       | Stadt Königsbrunn                                                | Städtischer Friedhof                        | weitere Bilder |      |
| Königsbrunn      | Naturmuseum                                | Aus den Sammlungen des Naturforschers Heinz Fischer entstand ein Museum mit den Themenbereichen Evolution, Wald, Wiese und Wasser, in denen die heimische Pflanzen- und Tierwelt in ihrem natürlichen Lebensraum dargestellt wird.                                                                                                   | 1983                | Freunde des Naturmuseums Königsbrunn e. V.                       | Ehemalige Königstherme                      | weitere Bilder |      |
| Langweid am Lech | Lechmuseum Bayern                          | Die Ausstellung im historischen Kraftwerk Langweid, Teil der Welterbestätte Augsburger Wassermanagement-System, befasst sich mit dem Lech als Natur- und Lebensraum, der wirtschaftlichen Nutzung und der Stromerzeugung aus Wasserkraft. Im Außenbereich informiert ein Lehrpfad über die Kraftwerksanlage.                         | Juni 2008           | Lechwerke AG                                                     | Wasserkraftwerk Langweid                    | weitere Bilder |      |
| Schwabmünchen    | Museum und Galerie der Stadt Schwabmünchen | Die Dauerausstellung zeigt archäologische Funde, sakrale Skulpturen und Krippen, eine Schausammlung zu regionalen Lebens- und Arbeitswelten sowie eine Galerie mit Werken von Ferdinand Wagner. Es gibt Sonderausstellungen und ein vielfältiges Veranstaltungsangebot.                                                              | 1913                | Stadt Schwabmünchen                                              | Ehemaliges Schulhaus                        |                |      |
| Stadtbergen      | BlechRoller – Das Museum                   | Die Sammlung umfasst Motorroller verschiedener Hersteller und Nationen aus fünf Jahrzehnten. | Juni 2022           | Privat                                                           | Leitershofen                                |                |      |
| Thierhaupten     | Heimat- und Trachtenstuben                 | Das Heimatmuseum zeigt Wohnen, Leben und Arbeiten in früherer Zeit sowie die traditionelle bäuerliche Tracht. | 1973                | Heimat- und Trachtenverein Thierhaupten e. V.                    | !548.5667155510.9062595 48.566715 10.906259 | weitere Bilder |      |
| Thierhaupten     | Klostermühlenmuseum                        | In der rund 500 Jahre alten Unteren Mühle des ehemaligen Benediktinerklosters werden Technik und Geschichte der verschiedenen Mühlentypen wie Getreide-, Öl-, Papier- und Sägemühle erklärt. Es finden Sonderausstellungen und Aktionstage statt.                                                                                    | 17. Mai 1997        | Landkreis Augsburg                                               | Untere Mühle                                | weitere Bilder |      |
| Zusmarshausen    | Museum Zusmarshausen                       | Das Museum im historischen Dachstuhl führt durch die Geschichte des an einer wichtigen Verkehrsachse gelegenen Marktortes. Eine Abteilung befasst sich mit dem Waldwerk Kuno des KZ-Außenlagers Burgau im Scheppacher Forst. Im Gewölberaum finden Sonderausstellungen statt.                                                        | 1974                | Markt Zusmarshausen                                              | Ehemaliges Spitalgebäude                    |                |      |